# Carex microcarpa
Carex microcarpa är en halvgräsart som beskrevs av Antonio Bertoloni och Giuseppe Giacinto Moris. Carex microcarpa ingår i släktet starrar, och familjen halvgräs. IUCN kategoriserar arten globalt som livskraftig. Inga underarter finns listade i Catalogue of Life.